# الفونس دوکاتیون
الفونس دوکاتیون (انگلیسی: Alphonse Ducatillon; تاریخ ورودی نامعتبر است – ۱ ژانویهٔ ۲۰۰۰) از برندگان مدال‌های بازی‌های المپیک اهل بلژیک بود.